# Supino
Supino ist eine italienische Gemeinde in der Provinz Frosinone in der Region Latium mit 4600 Einwohnern (Stand 31. Dezember 2023). Sie liegt 81 km südöstlich von Rom und 15 km westlich von Frosinone.

## Geographie

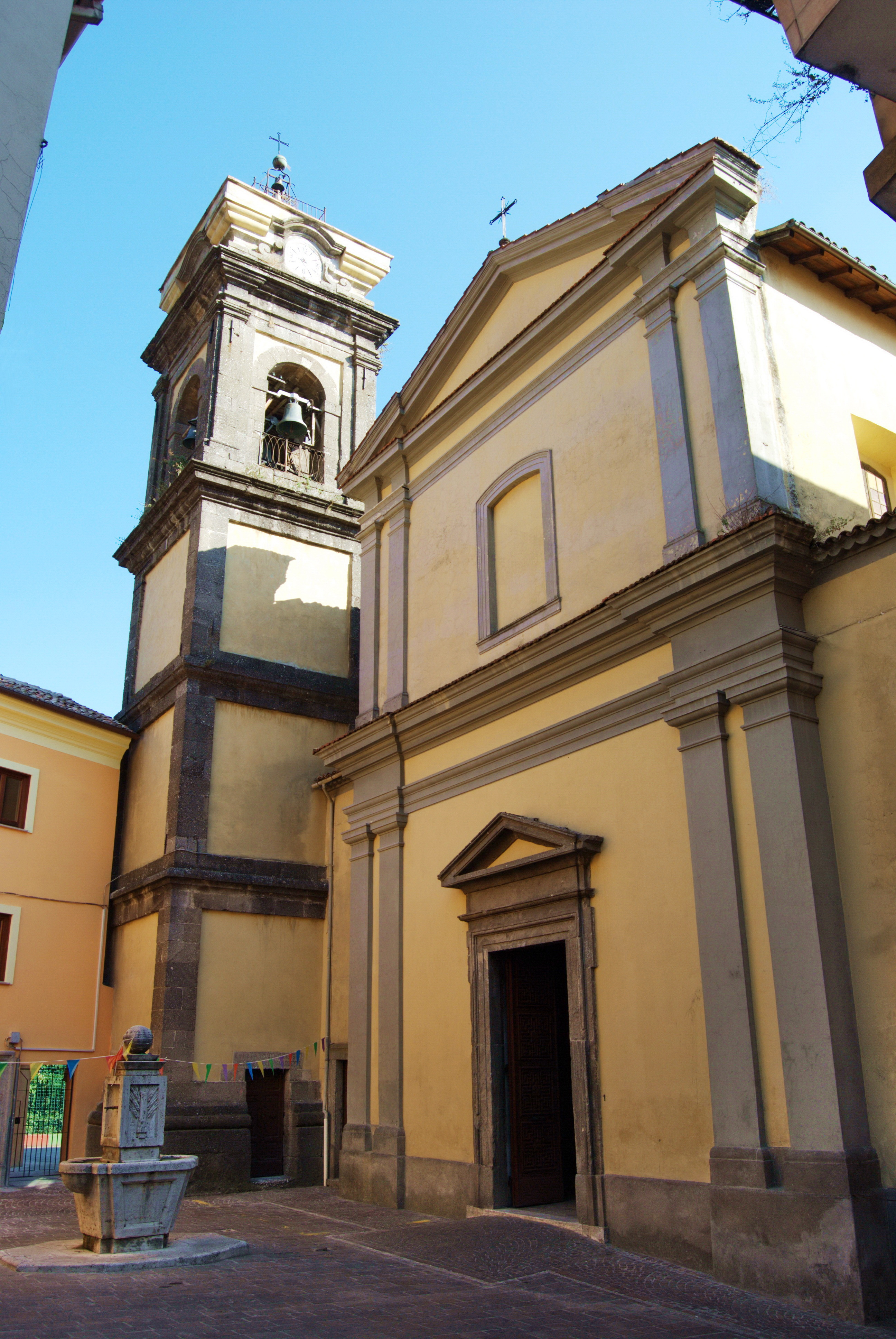
Santa Maria Maggiore in Supino

Supino liegt auf einer Anhöhe über dem Saccotal. Es wird von den steil aufragenden Monti Lepini überragt. Es ist Mitglied der Comunità Montana Monti Lepini, Ausoni e Valliva.
Die Nachbarorte sind Carpineto Romano (RM), Ferentino, Frosinone, Giuliano di Roma, Gorga (RM), Maenza (LT), Morolo und Patrica.

### Verkehr
Supino liegt 13 km von der Autobahn A1 Autostrada del Sole, Ausfahrt Frosinone, entfernt.
Mit dem Bahnhof Ferentino-Supino, 6 km vom Ortszentrum entfernt, liegt der Ort an der Bahnstrecke Rom – Neapel.

## Bevölkerungsentwicklung
| Jahr      | 1881 | 1901 | 1921 | 1936 | 1951 | 1971 | 1991 | 2001 |
| --------- | ---- | ---- | ---- | ---- | ---- | ---- | ---- | ---- |
| Einwohner | 3134 | 4264 | 4867 | 5275 | 5423 | 3927 | 4749 | 4783 |

Quelle: ISTAT

## Politik
Gianfranco Barletta (Bürgerliste) wurde im Juni 2016 zum Bürgermeister gewählt.

### Partnerstädte
- Cirò Marina, Kalabrien